# Heinrich Hoffmann (strzelec)
Heinrich Hoffmann (ur. 20 lutego 1869 w Saganie, zm. 15 października 1932 w Berlinie) – niemiecki strzelec, olimpijczyk.
Hoffmann wystąpił na Letnich Igrzyskach Olimpijskich 1912 w dwóch konkurencjach. Indywidualnie uplasował się na 54. miejscu w pistolecie dowolnym z 50 metrów, zaś w drużynowym strzelaniu z pistoletu pojedynkowego zajął 7. pozycję. Były to jednak ostatnie miejsca, dodatkowo Hoffmann uzyskał najsłabszy wynik punktowy w obu konkurencjach.

## Wyniki

### Igrzyska olimpijskie
| Igrzyska       | Konkurencja                           | Wynik                            | Miejsce | Źródło |
| -------------- | ------------------------------------- | -------------------------------- | ------- | ------ |
| Sztokholm 1912 | Pistolet dowolny, 50 m                | 189 pkt.                         | 54      | [ 1 ]  |
| Sztokholm 1912 | Pistolet pojedynkowy, 30 m, drużynowo | 890 pkt. (druż.) 195 pkt. (ind.) | 7       | [ 2 ]  |